# Gara Liège-Guillemins

Liège-Guillemins după proiectul arhitectului Santiago Calatrava

Gara Liège-Guillemins este cea mai importantă gară din regiunea belgiană Valonia, situată în orașul Liège.

## Galerie

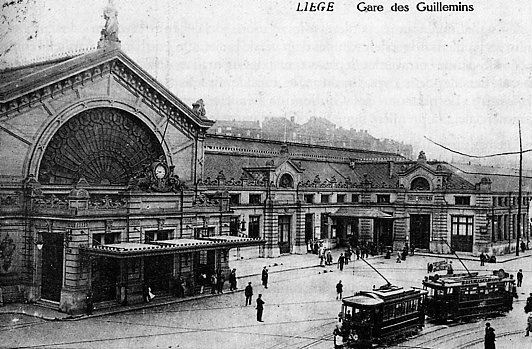
În jurul anului 1900
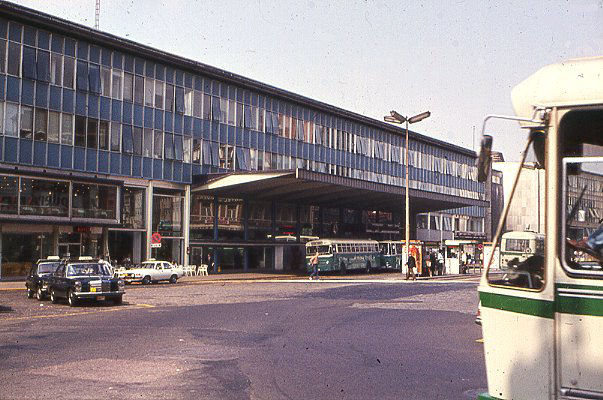
În jurul anului 1975
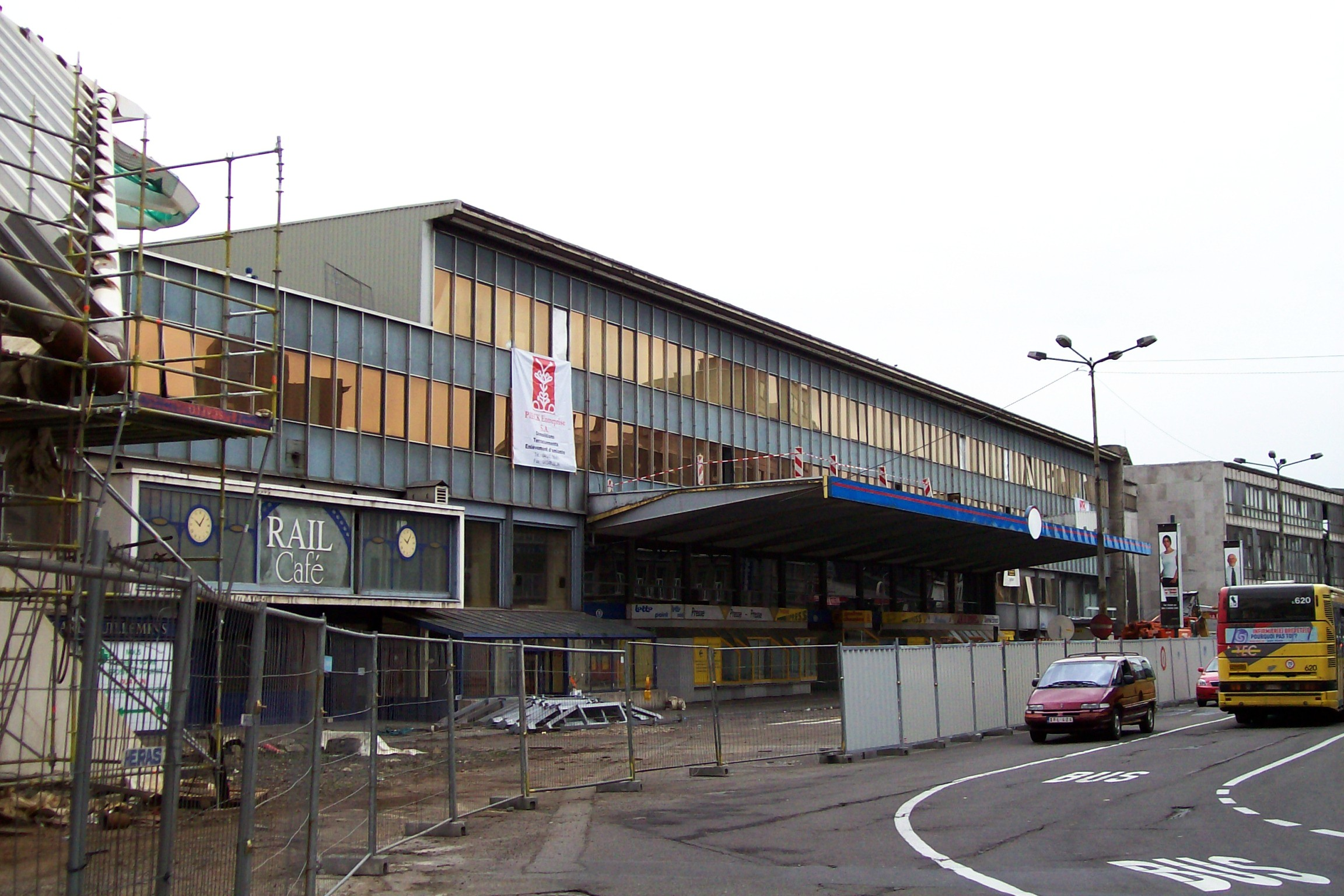
2007, puțin înainte de demolarea vechii clădiri a gării